# Puan (partido)
Puan is een partido in de Argentijnse provincie Buenos Aires. Het bestuurlijke gebied telt 16.381 inwoners.

## Plaatsen in partido Puan
- Colonia Santa Rosa
- Puan